# Nazionale femminile di calcio di Haiti
La nazionale di calcio femminile di Haiti è la rappresentativa calcistica femminile internazionale di Haiti, gestita dalla locale federazione calcistica (FHF).
In base alla classifica emessa dalla FIFA il 15 marzo 2024, la nazionale femminile occupa il 53º posto del FIFA/Coca-Cola Women's World Ranking.
Come membro della CONCACAF può partecipare a vari tornei di calcio internazionali, quali il campionato mondiale FIFA, la CONCACAF Women's Championship, i Giochi olimpici estivi, i Giochi panamericani e i tornei a invito. Il miglior risultato sportivo conseguito è stato il quarto posto nell'edizione 1991 del CONCACAF Women's Championship.

## Storia
La nazionale haitiana ha disputato la sua prima partita ufficiale il 16 aprile 1991 con la partita d'esordio alla CONCACAF Women's Championship 1991, prima edizione della massima competizione per nazionali femminili organizzata dalla CONCACAF. Con due vittorie su tre partite guadagnò l'accesso alle semifinali, dove venne sconfitta per 10-0 dagli Stati Uniti. Nella finale per il terzo posto perse contro Trinidad e Tobago, concludendo il torneo, disputato proprio ad Haiti, al quarto posto. Dopo aver mancato la qualificazione nelle due edizioni successive, tornò alla fase finale nel 1998, dalla quale venne eliminata nella fase a gruppi, avendo perso tutte e tre le partite. Nel 2002, seconda edizione del torneo come Gold Cup, Haiti concluse il suo raggruppamento al terzo posto grazie alla vittoria contro la Giamaica, dopo aver perso nettamente contro Canada e Costa Rica, venendo eliminata. Analogo esito ebbe la partecipazione della nazionale haitiana alle edizioni 2010 e 2014.
Il 9 aprile 2022 Haiti vinse 21-0 la partita contro le Isole Vergini Britanniche, valida per le qualificazioni alla CONCACAF Championship, che poi superò col primo posto nel proprio gruppo. La partecipazione alla CONCACAF Women's Championship 2022 si concluse con l'eliminazione al termine della fase a gruppi, ma il terzo posto nel proprio raggruppamento diede alle haitiane l'accesso ai play-off intercontinentali per la qualificazione al campionato mondiale 2023. Inserita nel raggruppamento B dei play-off, ha prima sconfitto in semifinale il Senegal per 4-0 e poi battuto in finale il Cile per 2-1, qualificandosi per la prima volta alla fase finale del campionato mondiale.

## Partecipazioni ai tornei internazionali
Legenda: Grassetto: Risultato migliore, Corsivo: Mancate partecipazioni

## Tutte le rose

### Campionato mondiale
Coppa del Mondo FIFA 20231 Théus, 2 Surpris, 3 Limage, 4 T. Joseph, 5 Moryl, 6 Dumornay, 7 B. Louis, 8 Etienne, 9 Jeudy, 10 Mondésir, 11 Éloissaint, 12 Ambroise, 13 Petit-Frère, 14 E. Joseph, 15 D. Joseph, 16 Pierre-Jérôme, 17 S. Joseph, 18 Ganthier, 19 Pierre-Louis, 20 K. Louis, 21 Mathurin, 22 Borgella, 23 Larco, CT: Delépine

## Rosa
Lista delle 23 giocatrici convocate dal selezionatore Nicolas Delépine per il campionato mondiale 2023 in programma dal 20 luglio al 20 agosto 2023.
| N. | Pos. | Giocatore           | Data nascita (età)          | Pres. | Reti | Squadra                 |
| -- | ---- | ------------------- | --------------------------- | ----- | ---- | ----------------------- |
| 1  | P    | Kerly Théus         | 7 gennaio 1999 (24 anni)    | 5     | 0    | FC Miami City           |
| 2  | D    | Chelsea Surpris     | 20 dicembre 1996 (26 anni)  | 13    | 2    | Grenoble                |
| 3  | D    | Jennyfer Limage     | 25 dicembre 1997 (25 anni)  | 12    | 0    | Grenoble                |
| 4  | D    | Tabita Joseph       | 13 settembre 2003 (19 anni) | 6     | 0    | Brest                   |
| 5  | D    | Maudeline Moryl     | 24 gennaio 2003 (20 anni)   | 10    | 2    | Grenoble                |
| 6  | C    | Melchie Dumornay    | 17 agosto 2003 (19 anni)    | 15    | 9    | Stade Reims             |
| 7  | A    | Batcheba Louis      | 15 giugno 1997 (26 anni)    | 16    | 23   | Fleury                  |
| 8  | C    | Danielle Etienne    | 16 gennaio 2001 (22 anni)   | 9     | 1    | Fordham Rams            |
| 9  | C    | Sherly Jeudy        | 13 ottobre 1998 (24 anni)   | 17    | 4    | Grenoble                |
| 10 | A    | Nérilia Mondésir    | 17 gennaio 1999 (24 anni)   | 16    | 18   | Montpellier             |
| 11 | A    | Roseline Éloissaint | 20 febbraio 1999 (24 anni)  | 11    | 5    | Nantes                  |
| 12 | P    | Nahomie Ambroise    | 13 novembre 2003 (19 anni)  | 4     | 0    | Little Haiti FC         |
| 13 | D    | Betina Petit-Frère  | 01 agosto 2003 (19 anni)    | 8     | 0    | Brest                   |
| 14 | D    | Esthericove Joseph  | 5 febbraio 2003 (20 anni)   | 1     | 0    | Exafoot                 |
| 15 | A    | Darlina Joseph      | 15 dicembre 2003 (19 anni)  | 4     | 0    | Grenoble                |
| 16 | D    | Milan Pierre-Jérôme | 23 aprile 2002 (21 anni)    | 9     | 2    | George Mason Patriots   |
| 17 | A    | Shwendesky Joseph   | 18 novembre 1997 (25 anni)  | 1     | 0    | Zenit San Pietroburgo   |
| 18 | C    | Noa Ganthier        | 13 ottobre 2002 (20 anni)   | 2     | 0    | Weston FC               |
| 19 | C    | Dayana Pierre-Louis | 24 settembre 2003 (19 anni) | 2     | 0    | Issy                    |
| 20 | D    | Kethna Louis        | 5 agosto 1996 (26 anni)     | 15    | 4    | Montpellier             |
| 21 | D    | Ruthny Mathurin     | 14 gennaio 2001 (22 anni)   | 10    | 0    | Louisiana Ragin' Cajuns |
| 22 | A    | Roselord Borgella   | 1º aprile 1993 (30 anni)    | 25    | 20   | Digione                 |
| 23 | P    | Lara Larco          | 27 novembre 2002 (20 anni)  | 4     | 0    | Georgetown Hoyas        |